# Baktchar
Le Baktchar (en russe : Бакчар) est une rivière de Russie qui coule dans l'oblast de Tomsk en Sibérie occidentale. C'est l'une des deux rivières-source 
de la Tchaïa (constituant de droite), donc un sous-affluent de l'Ob.

## Géographie
Le Baktchar prend naissance dans les marais de Vassiougan. Dès sa naissance, il adopte la direction allant du sud-sud-ouest vers le nord-nord-est, direction qu'il maintient grosso modo tout au long de son parcours.
Après un parcours de 348 kilomètres dans la taïga marécageuse, il conflue à Oust-Baktchar avec le Parbig pour former la Tchaïa dont il est le constituant de droite.
Le Baktchar est habituellement pris par les glaces à partir du mois de novembre, jusqu'à la mi-avril. 

## Affluents
- Rive gauche
  - la Teterenka (Тетеренка)
  - la Galka (Галка)

## Hydrométrie - Les débits à Gorelovka
Le débit du Baktchar a été observé pendant 38 ans (durant la période 1959-2000) à Gorelovka, petite localité située à 34 km de son confluent avec le Parbig. 
Le débit inter annuel moyen ou module observé à Gorelovka sur cette période était de 17,7 m3/s pour une surface de drainage incluse dans l'observation de 6 610 km2, soit plus ou moins 90 % de la totalité du bassin versant de la rivière qui en compte 7 310. La lame d'eau écoulée dans le bassin atteint ainsi le chiffre de 85 millimètres par an, ce qui peut être considéré comme médiocre, même dans le contexte du bassin de l'Ob, caractérisé par un écoulement assez modéré. 
Cours d'eau alimenté avant tout par la fonte des neiges, le Baktchar a un régime nivo-pluvial. 
Les hautes eaux se déroulent au printemps, en mai et au début du mois de juin, ce qui correspond au dégel et à la fonte des neiges. Dès le mois de juin, le débit baisse fortement, mais reste soutenu tout au long du reste de l'été et de l'automne. On observe même au mois d'octobre, un léger rebond du débit lié aux précipitations automnales. Au mois de novembre, le débit de la rivière faiblit à nouveau, ce qui mène à la période des basses eaux. Celle-ci a lieu de novembre à mars inclus. 
Le débit moyen mensuel observé en mars (minimum d'étiage) est de 3,47 m3/s, soit moins de 4 % du débit moyen du mois de mai (93 m3/s), ce qui souligne l'amplitude importante des variations saisonnières. Ces écarts de débit mensuel peuvent être plus marqués encore d'après les années : sur la durée d'observation de 38 ans, le débit mensuel minimal a été de 2,06 m3/s en février 1980, tandis que le débit mensuel maximal s'élevait à 229 m3/s en mai 1985.
En ce qui concerne la période libre de glaces (de mai à octobre inclus), le débit minimal observé a été de 2,92 m3/s en octobre 1999. Un débit estival inférieur à 3 m3/s est exceptionnel.  